# Fritz Hartmann (Maler, 1903)
Fritz Hartmann (auch Friedrich Bliklen-Hartmann, * 24. Juli 1903 in Stuttgart; † nach 1968) war ein deutscher Maler und Grafiker.

## Leben und Werk
Fritz Hartmann studierte von 1922 bis 1928 bei Arnold Waldschmidt, Robert Breyer und Gottfried Graf an der Kunstakademie Stuttgart. 1926 schob er in seine Ausbildung Studienaufenthalte bei Karl Hofer in Berlin und bei Georg Burmester in Kassel ein.
Von 1929 bis 1940 wirkte Hartmann als freier Maler in Berlin. Er nahm regelmäßig an den Ausstellungen des Verbandes Bildender Künstler Württembergs teil. Von 1934 bis 1937 war Hartmann Stipendiat der Akademie der Künste und Meisterschüler von Alexander Kanoldt.
Von 1940 bis 1945 leistete Hartmann Kriegsdienst. Er wurde verwundet und geriet in russische Kriegsgefangenschaft, aus der er 1946 entlassen wurde.
Er übernahm eine Studienratsstelle als Kunst- und Zeichenlehrer in Stuttgart, die er bis 1968 innehatte. Er nahm an der Ausstellung der wieder gegründeten Stuttgarter Sezession von 1947 teil.